# Teplý Vrch
Teplý Vrch é um município da Eslováquia, situado no distrito de Rimavská Sobota, na região de Banská Bystrica. Tem 5,98 km² de área e sua população em 2018 foi estimada em 278 habitantes.

## Demografia
| Ano:        | 1994 | 2004   | 2014   | 2024   |
| ----------- | ---- | ------ | ------ | ------ |
| Broj ljudi: | 296  | 305    | 279    | 304    |
| Razlika:    |      | +3,04% | -8,52% | +8,96% |

| Ano:               | 2023 | 2024   |
| ------------------ | ---- | ------ |
| Número de pessoas: | 303  | 304    |
| Diferença:         |      | +0,33% |